# Amtshaus für den 6. und 7. Bezirk

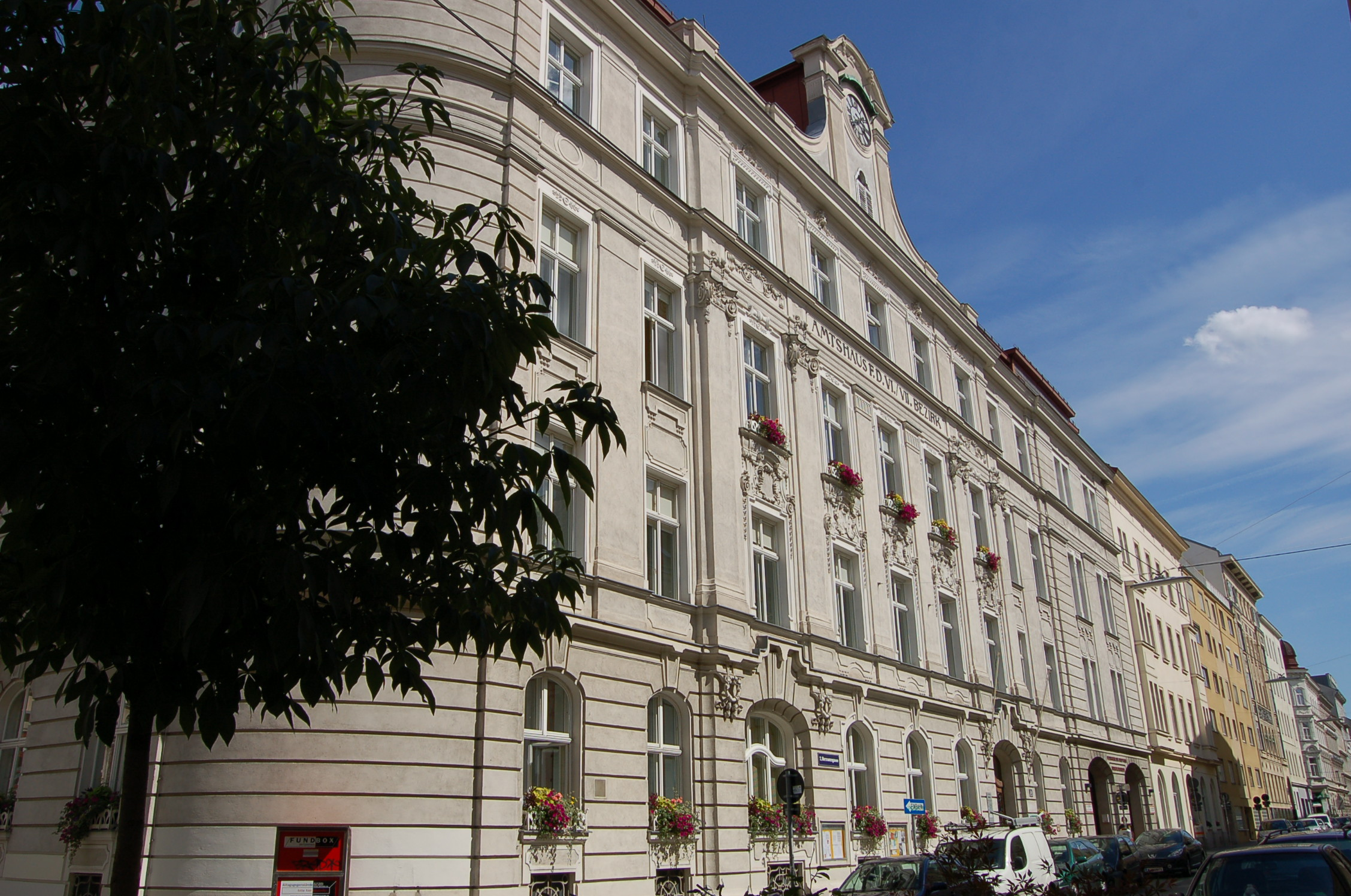
Magistratisches Bezirksamt für den 6. und 7. Bezirk

Das Magistratische Bezirksamt für den 6. und 7. Bezirk ist ein unter Denkmalschutz (Listeneintrag) stehendes Amtshaus der Gemeinde Wien.

## Bauwerk

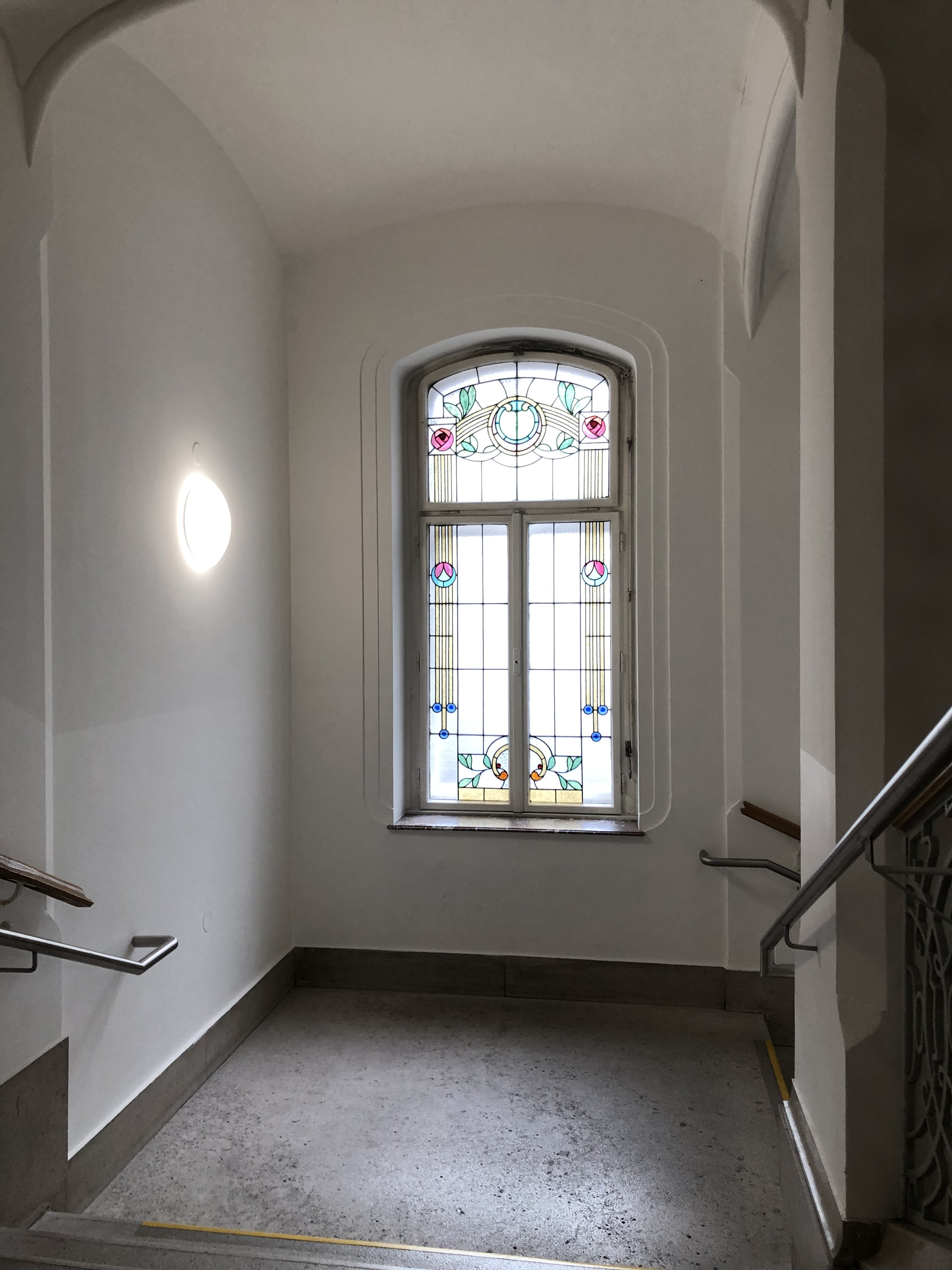
Jugendstilfenster im Stiegenhaus

Das in Wien 7., Hermanngasse 24–26, im Bezirk Neubau befindliche Bauwerk wurde 1909 / 1910 nach Plänen von Josef Pürzl und Moritz Servé als viergeschoßiges Bauwerk im neobarocken Stil mit Dekorationen des Jugendstils errichtet. Oberhalb des Haupteinganges befindet sich, der Kandlgasse zugewandt, ein turmartiger Aufbau, in dem sich eine von der Magistratsabteilung 33 betreute öffentliche Uhr befindet.
Der Vorraum verfügt über eine Stuckrippendecke mit Kreismotiven. Der Stiegenaufgang wurde als großzügiger Jugendstil-Aufgang mit geradläufigen Stiegen, Marmorbalustraden und ornamentalen Schmiedeeisengittern sowie ornamentalen Jugendstilglasfenstern ausgeführt.
Da im Bereich des Amtshauses die Hermanngasse in geringem Abstand zweimal rechtwinkelig geknickt ist, stellt das Bezirksamt ein Eckhaus dar, dessen beide Fronten an der gleichen Gasse liegen, was sonst in Wien selten ist.

## Dienststellen
- Bezirksvorstehung für den 7. Bezirk

Neben der durch die Bezirksvertretungswahlen gewählten Bezirksvorstehung des Bezirks sind hier das Magistratische Bezirksamt für den 6. und 7. Bezirk sowie verschiedene Magistratsabteilungen der Stadtverwaltung mit ihren Dienststellen angesiedelt:
- Magistratsabteilung 3 – Bedienstetenschutz und berufliche Gesundheitsförderung
- Magistratsabteilung 6 – Rechnungsamt mit einer Buchhaltungsabteilung und einer Stadtkasse

## Gruppenwache Neubau

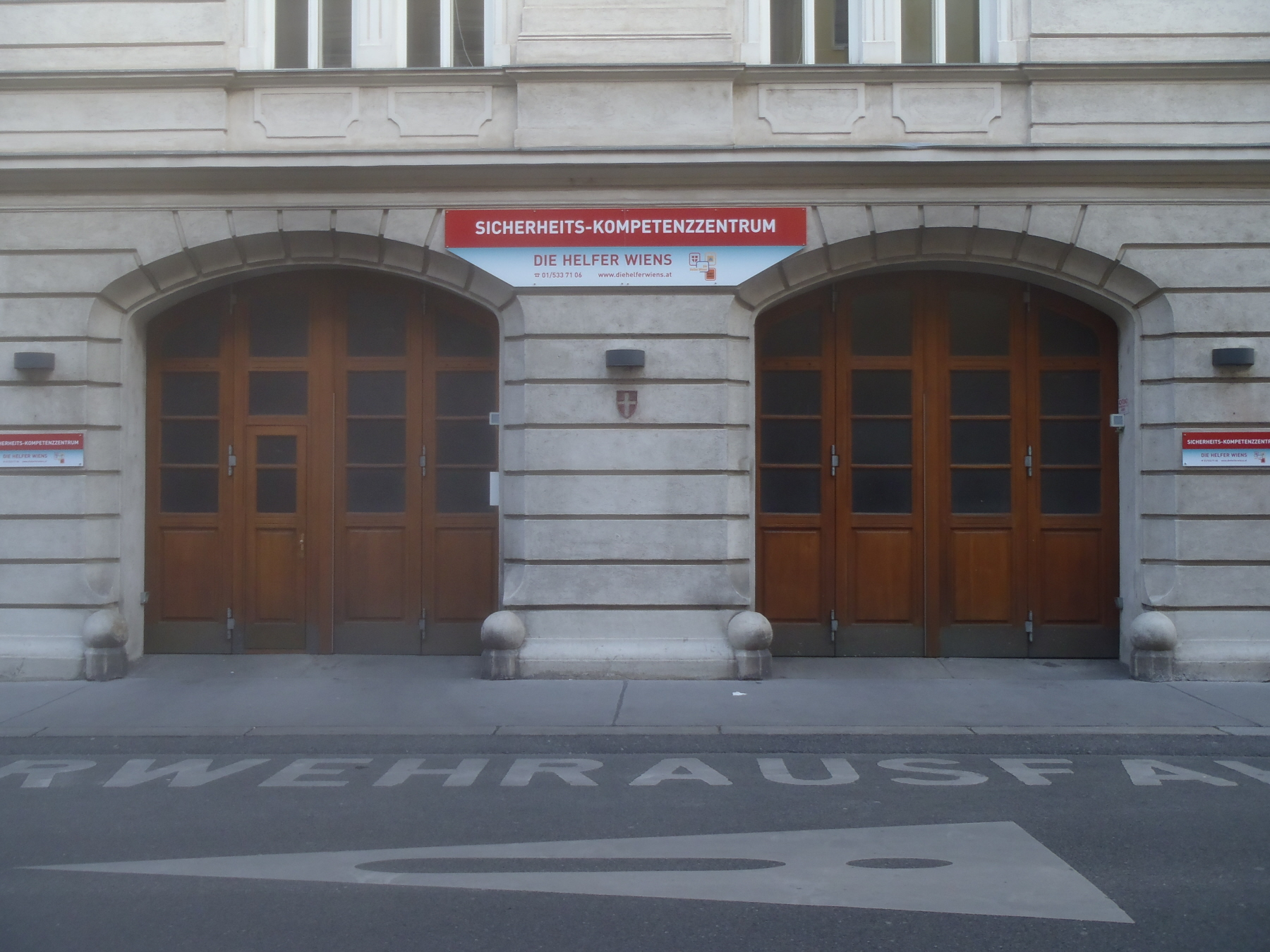
Ehemalige Gruppenwache Neubau, jetzt Sicherheits-Kompetenzzentrum

Im Bezirksamt für den 6. und 7. Bezirk war seit dem 20. August 1910 auch die Gruppenwache Neubau der Berufsfeuerwehr Wien mit zuletzt sechs Mann Besatzung und einem Bergelöschfahrzeug stationiert.
In den ersten Jahren der Ersten Republik wurden in diesen Räumlichkeiten Exponate des Feuerwehrmuseums gelagert.
Entsprechend den im Februar 2012 bekannt gewordenen Plänen für eine Neuorganisation der Standorte der Wiener Feuerwehr wurde die Feuerwache geschlossen und am 12. April 2012 an die „Helfer Wiens“ übergeben, um so wie die ehemalige Feuerwache Brigittenau zu einem Standort als Sicherheits-Kompetenzzentrum ausgebaut zu werden.